# Todd Armstrong
Todd Armstrong (* 25. Juli 1937 in St. Louis, Missouri; † 17. November 1992 in Butte County, Kalifornien; eigentlich John Harris Armstrong) war ein US-amerikanischer Schauspieler.

## Leben
Armstrong war Mitglied des Pasadena Playhouse College of Theatre Arts. Seine Kollegen waren unter anderem Dustin Hoffman und Gene Hackman. Zum Film gelangte er jedoch durch seine Arbeit als Gärtner für die Schauspielerin Gloria Henry, die ihm Testaufnahmen ermöglichte. Seine erste Rolle hatte er 1961 in der dritten Staffel der US-Krimiserie Manhunt in der Rolle des Detective Carl Spencer. Im folgenden Jahr machte er sein Kinodebüt mit einer kleineren Nebenrolle in dem Drama Auf glühendem Pflaster.
Ein Jahr später spielte er als Titelheld in Jason und die Argonauten seine wohl bekannteste Rolle. Er galt als talentiert und war als hervorragender Fechter bekannt, doch war Jason und die Argonauten an den Kinokassen kein Erfolg und verhalf ihm nicht zum endgültigen Durchbruch. Weitere Filme Armstrongs waren Sie nannten ihn King, Immer wenn er Dollars roch und Winnetou und sein Freund Old Firehand. Seine Leinwandkarriere war letztlich nur von kurzer Dauer und er musste sich nach seiner Rückkehr in die Vereinigten Staaten mit kleineren Fernsehrollen begnügen. Seine beiden letzten Fernsehserien waren Hawaii Fünf-Null und The Greatest American Hero.
In späteren Jahren heiratete er eine Pianistin und lebte zeitweise auf den Virgin Islands. Todd Armstrong starb 1992 im Alter von 55 Jahren in Kalifornien durch einen selbstausgelösten Gewehrschuss.

## Filmografie
- 1961: Gesucht wird … (Manhunt, Fernsehserie, 13 Folgen)
- 1962: Auf glühendem Pflaster (Walk on the Wild Side)
- 1962: Ein Fremder kam an (Five Finger Exercise)
- 1963: Jason und die Argonauten (Jason and the Argonauts)
- 1965: Sie nannten ihn King (King Rat)
- 1966: Leise flüstern die Pistolen (The Silencers)
- 1966: Scalplock (Fernsehfilm)
- 1966: Iron Horse (The Iron Horse, Fernsehserie, Folge 1x01)
- 1966: Immer wenn er Dollars roch (Dead Heat on a Merry-Go-Round)
- 1966: Winnetou und sein Freund Old Firehand
- 1967: Der gnadenlose Ritt (A Time for Killing)
- 1968: Rauchende Colts (Gunsmoke, Fernsehserie, zwei Folgen)
- 1974: Nakia, der Indianersheriff (Nakia, Fernsehserie, Folge 1x07)
- 1975: Hawaii Fünf-Null (Hawaii Five-O, Fernsehserie, Folge 8x04)
- 1982: The Greatest American Hero (Fernsehserie, Folge 2x14)
- 1983: Shackleton – Der Mann im Schatten des Pols (Shackleton, Miniserie)